# Hammars Bryggeri
Hammars bryggeri är ett svenskt läskedrycksbryggeri som har funnits sedan början av 1900-talet. Bryggeriet är beläget i Hammar utanför Askersund. Bryggeriet omsätter strax över 13 miljoner kr per år, och har åtta anställda. Bryggeriet är även ett av få bryggerier som kokar sin egen sockerlag.
Under 2016 köptes Hammars Bryggeri av paret Robert Henrysson och Sofi Randén, och i september 2019 lanserades 'Hammars Tonics'.
I bryggeriets sortiment ingår bland annat:
| - Ananas - Champis - Enebärsdricka - Fruktsoda | - Hallonsoda - Julmust - Krusbär - London Grape Tonic | - Passionsfrukt - President - Päronsoda - Påskmust | - Sockerdricka - Vattenmelon |

De har även tillverkat Loranga.